# (19962) Martynenko
Pour les articles homonymes, voir Martynenko.
(19962) Martynenko est un astéroïde de la ceinture principale.

## Description
(19962) Martynenko est un astéroïde de la ceinture principale. Il fut découvert le 7 septembre 1986 à Nauchnyj par Lioudmila Tchernykh. Il présente une orbite caractérisée par un demi-grand axe de 2,28 UA, une excentricité de 0,18 et une inclinaison de 4,5° par rapport à l'écliptique.

## Compléments